# Działyń (województwo wielkopolskie)
Działyń (niem. Sprengersfelde) – wieś w Polsce położona w województwie wielkopolskim, w powiecie gnieźnieńskim, w gminie Kłecko, nad dwoma jeziorami: Działyńskim i Biskupickim. We wsi znajduje się kościół filialny św. Jana Chrzciciela z lat 90. XX wieku.
W miejscowości odnaleziono liczne ślady kultury pomorskiej rozwijającej się 550 lat p.n.e. Działyń uzyskał lokację miejską przed 1777 rokiem, zdegradowany przed 1800 rokiem. W latach 1975–1998 miejscowość administracyjnie należała do województwa poznańskiego.

## Zabytki
- klasycystyczny spichlerz z pierwszej połowy XIX w.
- park krajobrazowy, założony w pierwszej połowie XIX w., otaczający mocno przebudowany XIX-wieczny dwór[4]

## Komunikacja
Miejscowość leży na trasie Gniezno – Kłecko (droga wojewódzka nr 190). Połączenie autobusowe z Gnieznem, Kłeckiem i Dębnicą zapewnia prywatna firma MBBUS z Gniezna. Autobusy w obie strony (Gniezno – Kłecko) kursują 7 dni w tygodniu. Z miejscowościami położonymi za Kłeckiem (Damasławek, Poznań, Mieścisko i inne) połączenie zapewnia PKS Gniezno.
Od roku 2015 działa we wsi prywatne lądowisko.